# 북방 영토의 날

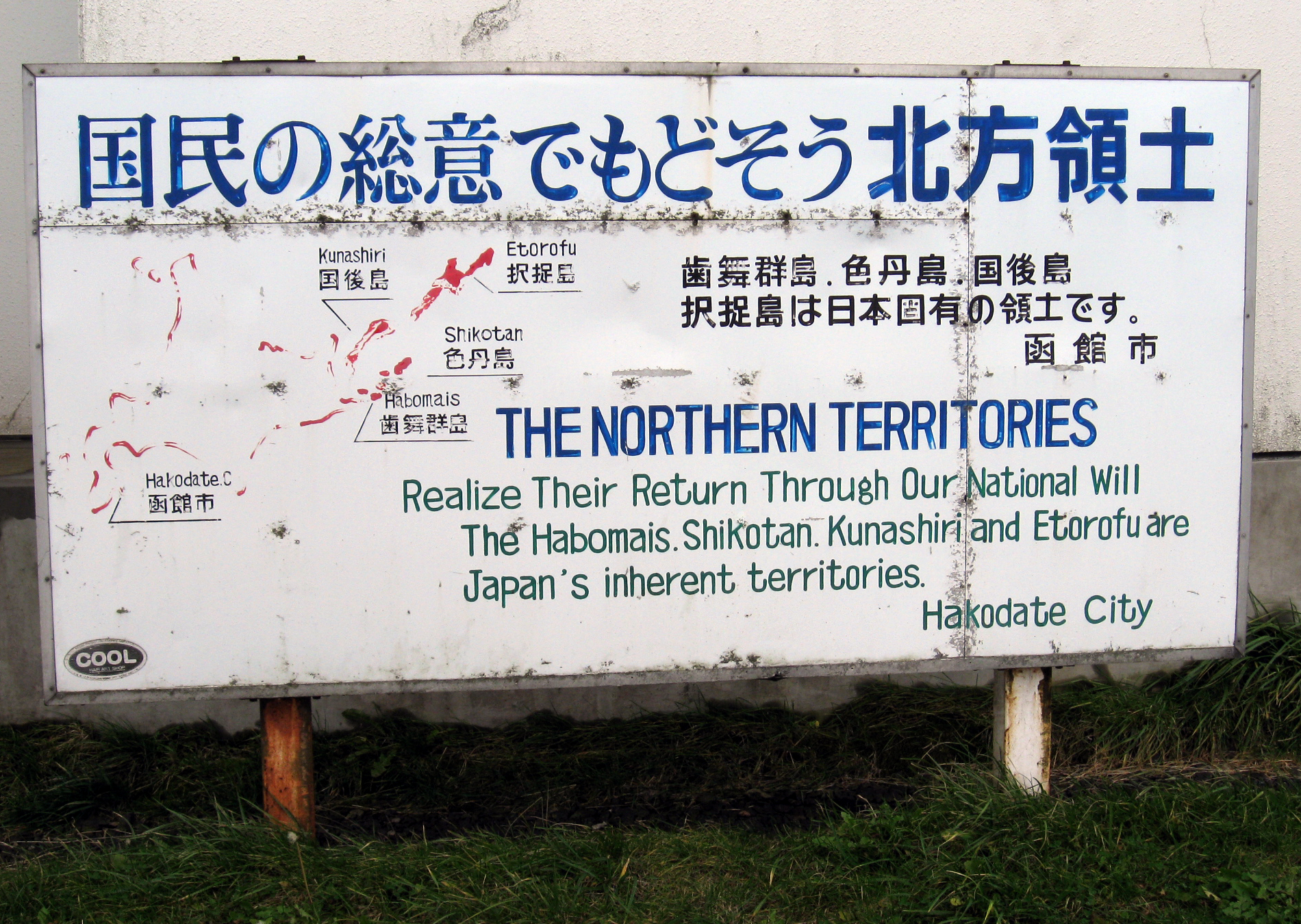
북방 영토의 반환을 촉구하기 위한 하코다테시의 현판이다. 그러나 현재 이 현판은 철거되었고 다른 곳에 이설된 상태이다.

북방 영토의 날(일본어: 北方領土の日)은 북방 영토 문제에 대한 국민의 관심과 이해를 더욱 깊게 하기 위해 일본 전 지역에 걸쳐 한층 더 추진을 도모하기 위해서 제정된 기념일로, 날짜로는 2월 7일이다.

## 배경
1980년 일본 국회 중의원과 참의원이 북방 영토의 날 지정을 비롯한 《북방 영토 문제의 해결 촉진에 관한 결의》를 만장일치로 채택한 이래 일본의 모든 도도부현 의회와 시정촌 의회, 전국지사회, 전국시의회의장회, 전국시장회, 전국정촌회에서 이와 같은 내용을 담은 결의가 채택되었다. 이를 계기로 총무청에서는 북방 영토의 날 지정을 검토하기로 하고 각계 각층의 의견을 듣기로 결정했다.
1980년 12월 북방 영토의 날에 대한 간담회가 학계 인사들이 참석한 가운데 열렸다. 간담회의 답신을 받은 일본 내각은 1981년 1월 6일에 열린 내각 회의에서 매년 2월 7일을 북방 영토의 날로 정하는 안을 채택했다.

## 유래
1855년 2월 7일 에도 막부와 러시아 제국 사이에 맺은 조약인 러일 화친 조약이 체결된 날을 의미한다.

## 같이 보기
- 다케시마의 날
- 쿠릴 열도 분쟁
- 말비나스의 날
- 대마도의 날